# Piotr Lechtchenko (mini-série)
Piotr Lechtchenko (en russe : Пётр Лещенко. Всё, что было…) est une mini-série russe en huit épisodes réalisée par Vladimir Kott. La première diffusion a eu lieu sur la chaîne Inter le 14 octobre 2013. Le sujet est librement inspiré par la biographie du chansonnier Piotr Lechtchenko.

## Fiche technique
- Titre : Piotr Lechtchenko
- Réalisation : Vladimir Kott
- Scénario : Edouard Volodarski
- Photographie : Andreï Kapranov
- Musique : Anton Silaev
- Direction artistique : Stella Danemark, Vladimir Yarine
- Costumes : Elena Barin
- Montage : Dmitri Naumov
- Langue : russe
- Format : couleur
- Production : Central Partnership
- Genre : Drame
- Pays : Russie
- Sortie : 14 octobre 2013

## Distribution
- Constantin Khabenski : Piotr Lechtchenko
- Ivan Stebounov : Piotr Lechtchenko jeune
- Andreï Merzlikine : Gueorgui Khrapak
- Miriam Sekhon : Jenny Zakit,, première femme de Lechtchenko
- Viktoria Issakova : Ekaterina Zavialova
- Timofei Tribountsev : capitaine Sokolov
- Boris Kamorzine : colonel Baranévitch
- Alekseï Kravtchenko : Sergueï Burenine, commandant de Bucarest
- Ievguenia Dobrovolskaïa : Maria Burenine
- Aleksandr Klioukvine : Fédor Chaliapine
- Alexandre Adabachyan : Paul, barman
- Sergueï Byzgu : Daniil Zeltser, imprésario de Lechtchenko
- Evgueni Sidikhine : Colonel de l'armée impériale russe
- Nikolaï Dobrynine : Konstantin, père de Lechtchenko
- Vera Panfilova : Zlata Zobar, gitane
- Rasmi Djabrailov : Mihai Zobar, père de Zlata
- Mikhaïl Bogdasarov : Kostake, restaurateur
- Semion Furman : Chorbé